# Gerhard Sessler
Gerhard Martin Sessler (Rosenfeld, 15 de fevereiro de 1931) é um físico alemão.
É professor de eletrotécnica na Universidade Técnica de Darmstadt. Inventou o microfone electret e o microfone de silício.
Sessler estudou em Freiburg, Munique e Göttingen, onde graduou-se em 1957 e obteve o doutorado em 1959. Em seguida mudou-se para os Estados Unidos, onde foi pesquisador no Bell Labs, onde foi diretor do Departamento de Pesquisas Acústicas, de 1967 a 1975. Juntamente com seu parceiro J. E. West inventou em 1962 o microfone electret, para o qual foi emitida uma patente em 1964. Os microfones electret representam atualmente 90 % de todos os microfones produzidos, e são usados por exemplo em camcorders e telefones celulares.
Em 1975 Sessler foi professor na Universidade Técnica de Darmstadt. Lá desenvolveu com seus colaboradores o microfone de silício.

## Condecorações
- National Inventors Hall of Fame, 1999
- Medalha Benjamin Franklin, 2010
- Gold Medal Acoustical Society of America, 2015